# 第12回フィルムフェア賞 南インド映画部門
第12回フィルムフェア賞 南インド映画部門（12th Filmfare Awards South）は、インドの映画賞。『フィルムフェア』が主催し、1964年の南インド映画（タミル語映画、テルグ語映画）を対象としており、1965年に開催された。

## 受賞結果
| タミル語映画部門作品賞 | テルグ語映画部門作品賞 |
| ---------------------- | ---------------------- |
| - 『Server Sundaram』  | - 『Mooga Manasulu』   |